# أحمد العكبري
أحمد العكبري (مواليد 15 يوليو 1997) لاعب كرة قدم إماراتي يجيد اللعب في الوسط لعب مع نادي الوحدة في دوري الخليج العربي الإماراتي .
اعتزل كرة القدم بسبب حادث مروري تعرض له.

## روابط خارجية
- أحمد العكبري على موقع Soccerway.com (الإنجليزية)